# Rivolta dei Canut

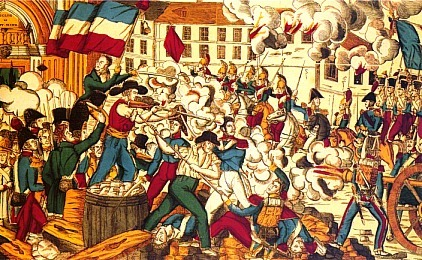
La rivolta dei canut a Lione

La rivolta dei Canut ("tessitori di seta") fu una sollevazione degli operai tessili di Lione, avvenuta il 21 novembre 1831.
Fu una delle prime rivolte sociali seguite alla rivoluzione industriale.
Gli operai, trascinando con sé una parte della Guardia nazionale francese, riuscirono in due giorni a impadronirsi militarmente della città, abbandonata dal generale François Roguet, comandante della divisione, e dal sindaco Victor Prunelle.
In seguito alla decisione presa dal presidente del consiglio Casimir Pierre Périer, circa la necessità di una reazione energica, il maresciallo Soult, accompagnato dal duca d'Orléans, partì per Lione alla testa di un'armata di 20.000 uomini, che penetrò in città il 3 dicembre, riuscendo a ristabilire l'ordine a prezzo di 190 morti e 10.000 prigionieri. 
Oggi a Lione esiste una Radio che porta il nome "Radio Canut" e che si definisce come "la più ribelle delle radio" ("la plus rebelle des radios!") In riferimento proprio alla celebre rivolta dei Canuts, celebrata anche da un inno, scritto nel 1894 da Aristide Bruant, "Les Chant des Canuts".